# هنري موور رايس
هنري موور رايس هو سياسي أمريكي، ولد في 29 نوفمبر 1816 في ويتفيلد في الولايات المتحدة، وتوفي في 15 يناير 1894 في سان أنطونيو في الولايات المتحدة. نشط حزبياً في الحزب الديمقراطي.

## مناصب
- انتخب عضو مجلس الشيوخ الأمريكي [الإنجليزية]‏ عن دائرة Minnesota Class 1 senate seat ‏ وقد انضم خلال فترته النيابية [الإنجليزية]‏ (4 مارس 1861 – 4 مارس 1863) للكتلة البرلمانية الحزب الديمقراطي.
- انتخب عضو مجلس الشيوخ الأمريكي [الإنجليزية]‏ عن دائرة Minnesota Class 1 senate seat ‏ وقد انضم خلال فترته النيابية [الإنجليزية]‏ (4 مارس 1859 – 4 مارس 1861) للكتلة البرلمانية الحزب الديمقراطي.
- انتخب عضو مجلس الشيوخ الأمريكي [الإنجليزية]‏ عن دائرة Minnesota Class 1 senate seat ‏ وقد انضم خلال فترته النيابية [الإنجليزية]‏ (11 مايو 1858 – 4 مارس 1859) للكتلة البرلمانية الحزب الديمقراطي.
- انتخب Non-voting members of the United States House of Representatives [الإنجليزية]‏ (4 مارس 1853 – 3 مارس 1857).